# Åsnes
Åsnes ist eine Kommune im norwegischen Fylke Innlandet. Die Kommune hat 7247 Einwohner (Stand: 1. Januar 2025). Verwaltungssitz ist die Ortschaft Flisa.

## Geografie

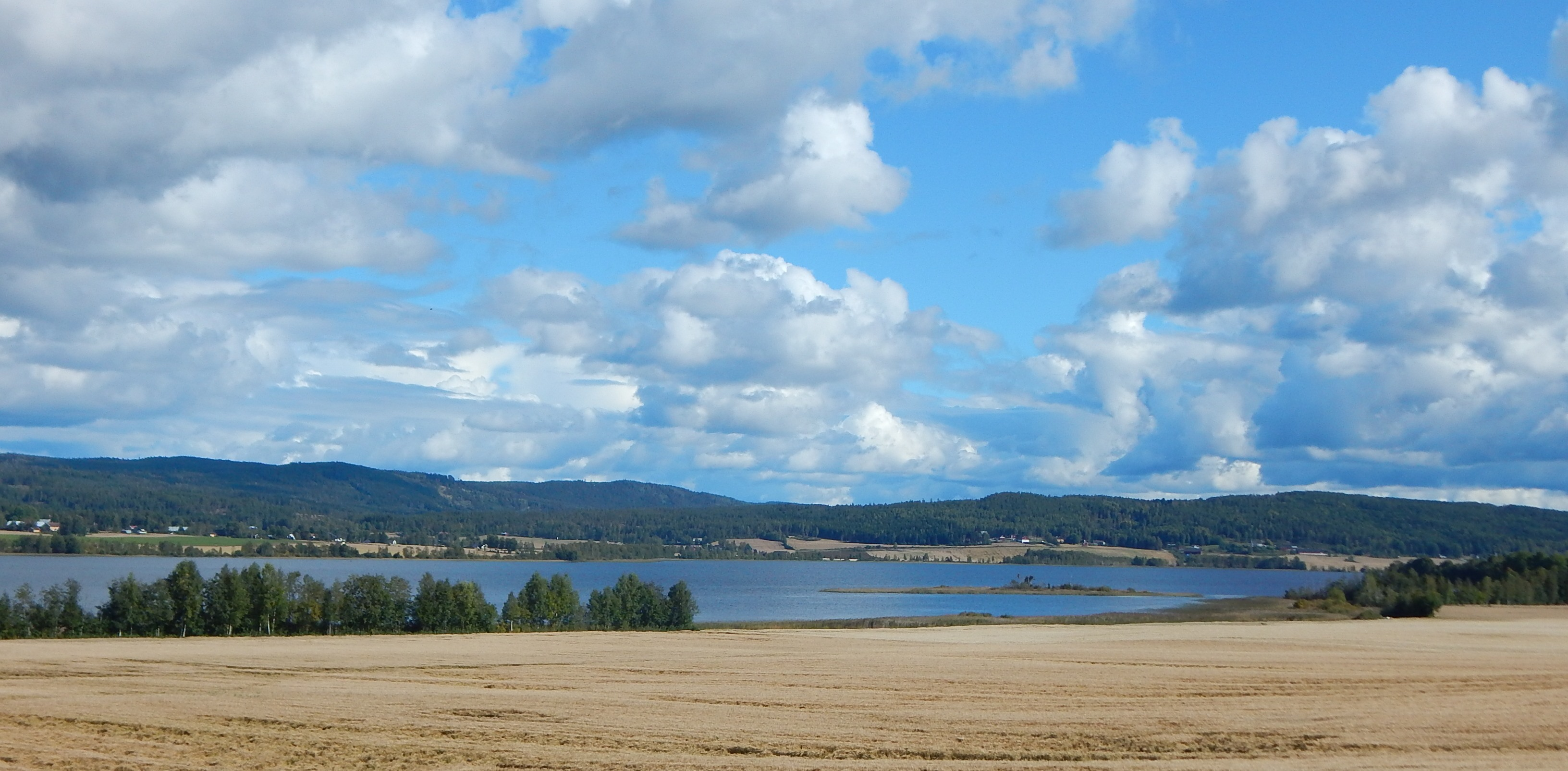
Gjesåssjøen

Åsnes liegt an der norwegischen Ostgrenze zu Schweden im Südosten des Fylkes Innlandet. In Norwegen grenzt die Gemeinde im Süden an Grue im Süden, Nord-Odal im Westen, Stange auf einem kleinen Abschnitt im Nordwesten und Våler im Norden. Durch die Kommune fließt die Glomma, Norwegens längster Fluss. An Glomma-Ostufer liegt die Ortschaft Flisa, in deren Nähe der gleichnamige Fluss Flisa in die Glomma mündet. An beiden Uferseiten befindet sich bewaldete Gebiete. Etwas östlich der Ortschaft Flisa liegt das Moorgebiet Losmyra. Auch an der Grenze zu Schweden und im Westen der Kommune befinden sich mehrere Moorflächen. Im nördlichen Bereich von Åsnes liegt der See Gjesåssjøen.
Entlang der schwedischen Grenze liegt auf mehrere Kommunen des Fylkes das Waldgebiet Finnskogen. Die höchsten Hügel erreichen Höhen um die 600 moh. Die Erhebung Elgklinten auf der Grenze zu Schweden stellt mit einer Höhe von 634,31 moh. den höchsten Punkt der Kommune Åsnes dar.

## Einwohner
Der Großteil der Einwohner Åsnes lebt entlang der Glomma und im unteren Abschnitt der Flisa. Auch rund um den See Gjesåssjøen ist die Besiedlung etwas dichter. Seit dem Ende des Zweiten Weltkriegs sind die Einwohnerzahlen weitgehend rückläufig. Grund dafür ist unter anderem die sinkende Zahl an Arbeitsplätzen in der Forstwirtschaft. In der Gemeinde liegen zwei sogenannte Tettsteder, also zwei Ansiedlungen, die für statistische Zwecke als eine städtische Siedlung gewertet werden. Diese sind Flisa mit 1771 und Kjellmyra mit 451 Einwohnern (Stand: 1. Januar 2024).
Die Einwohner der Gemeinde werden Åsnessokning genannt. Offizielle Schriftsprache ist wie in vielen Kommunen in Innlandet Bokmål, also die weiter verbreitete der beiden norwegischen Sprachformen.
| Jahr          | 1986 | 1990 | 1995 | 2000 | 2005 | 2010 | 2015 | 2020 | 2025 |
| ------------- | ---- | ---- | ---- | ---- | ---- | ---- | ---- | ---- | ---- |
| Einwohnerzahl | 8769 | 8528 | 8281 | 8112 | 7779 | 7607 | 7561 | 7203 | 7247 |

## Geschichte

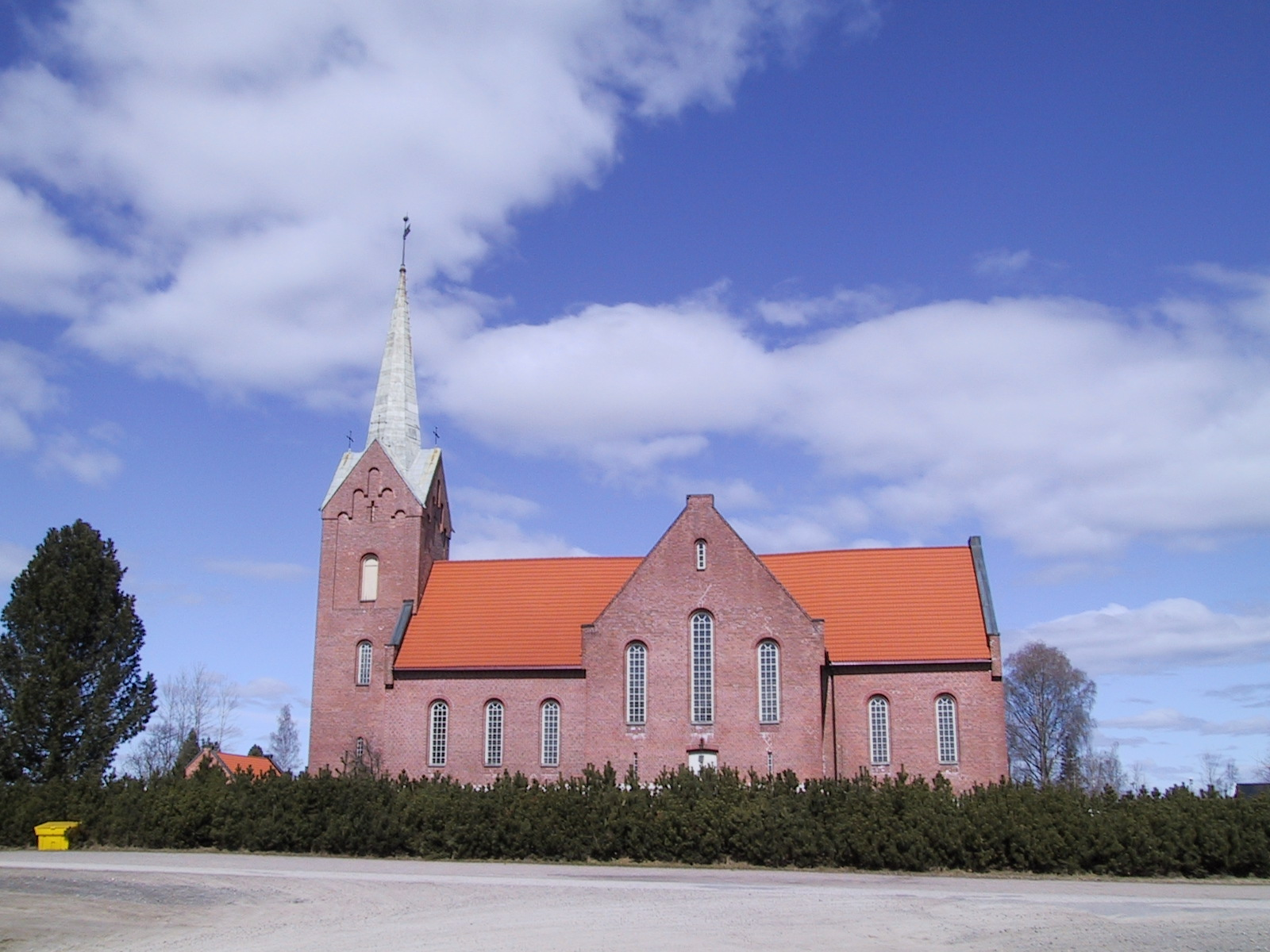
Hof kirke

Im Jahr 1849 wurde die damalige Kommune Hof in Hof sowie Åsnes og Våler aufgespalten. Hof verblieb mit 2913 Einwohnern, während die neue Kommune Åsnes og Våler von 7087 Personen bewohnt worden war. Åsnes og Våler wurde 1854 schließlich in Åsnes mit 3677 und Våler mit 3410 Bewohnern aufgespalten. Zum 1. Januar 1963 wurden Hof und Åsnes wiedervereinigt. Bei der Zusammenlegung hatte Hof 3222 und Åsnes 6750 Einwohner. Zum 1. Januar 1969 ging ein von 23 Personen bewohntes Gebiet von Åsnes an die Nachbarkommune Grue über.
Bis zum 31. Dezember 2019 gehörte Åsnes der damaligen Provinz Hedmark an. Sie ging im Zuge der Regionalreform in Norwegen in die zum 1. Januar 2020 neu geschaffene Provinz Innlandet über.
In der Kommune liegen mehrere Kirchen. Die Åsnes kirke ist eine Holzkirche aus dem Jahr 1744. Vom Architekten Christian Heinrich Grosch wurde die Hof kirke entworfen. Sie wurde in rotem Ziegelstein erbaut und 1860 fertiggestellt. Weitere Kirchen sind unter anderem die Arneberg kirke und die Gjesåsen kirke.

## Wirtschaft und Infrastruktur

### Verkehr

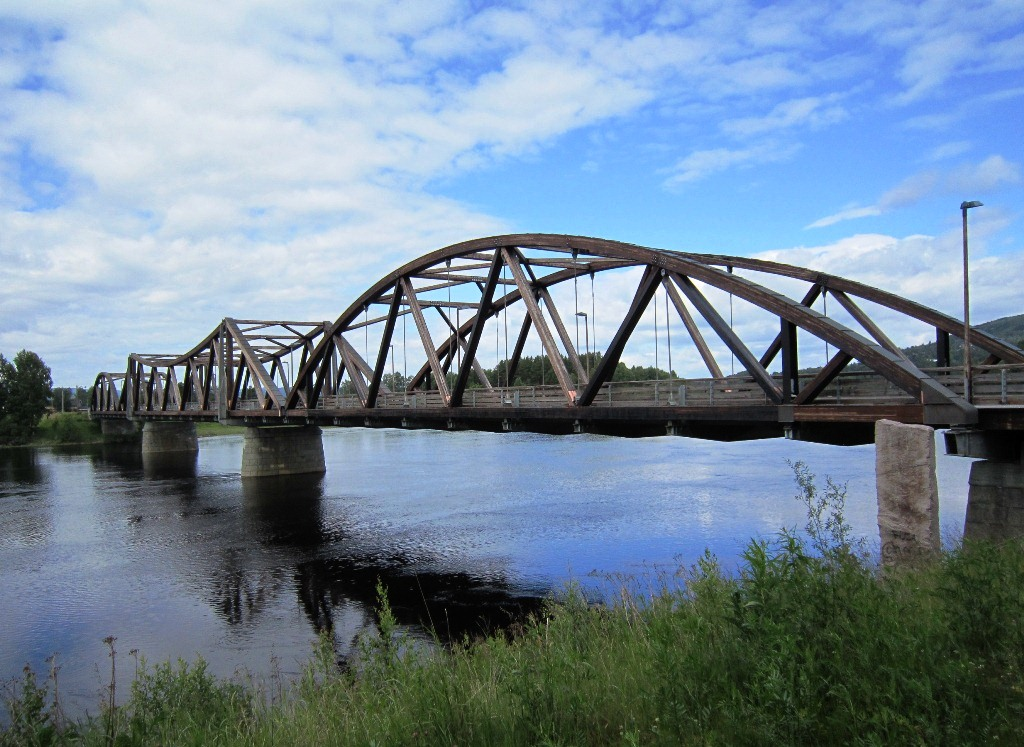
Holzbrücke Flisa bru

Durch die Kommune führt weitgehend parallel zur Glomma die Eisenbahnstrecke Solørbanen. Diese stellt die Verbindung zwischen Kongsvinger weiter südlich und Elverum weiter nördlich her. Die Bahnstation in Flisa wurde 1893 eröffnet. Als Architekt war Paul Due im Einsatz. Der Abstand von Flisa zum Osloer Hauptbahnhof Oslo S beträgt etwa 150 Kilometer. Ebenfalls entlang der Glomma führt der Riksvei 2. Die Straße stellt ebenso wie die Bahnlinie die Verbindung von Åsnes nach Kongsvinger und Elverum her. Nach Schweden führen im südlicheren Bereich der Kommune der Fylkesvei 2072 und weiter nördlich der Fylkesvei 206. Der Fylkesvei 206 verläuft in der Gemeinde über die Holzbrücke Flisa bru. Diese gehört zu den längsten Holzbrücken der Welt.

### Wirtschaft
Die Land- und Forstwirtschaft sind für Åsnes von größerer Bedeutung. Im Bereich der Forstwirtschaft gehört Åsnes zu den bedeutendsten Kommunen in ganz Norwegen. Das meiste Holz wird außerhalb der Gemeinde verarbeitet, im Bereich der Industrie spielt die Holzverarbeitung jedoch eine große Rolle. Die landwirtschaftlich genutzte Fläche wird zu einem hohen Anteil für den Anbau von Getreide und Kartoffeln verwendet. Im Jahr 2020 arbeiteten von etwa 3220 Arbeitstätigen nur zirka 1980 in Åsnes selbst, jeweils über 100 Personen waren in Våler, Grue, Kongsvinger, Elverum und Oslo tätig.

## Name und Wappen
Das seit 2001 offizielle Wappen der Kommune zeigt drei schwarze Flößerhaken auf goldenem Hintergrund. Es soll die Flößerei-Tradition widerspiegeln. Der Gemeindename setzt sich aus den beiden Bestandteilen „Ås“ (deutsch Hügel/Höhenzug) und „-nes“ (Landspitze) zusammen. Die Landspitze wurde durch die Glomma geformt.

## Persönlichkeiten
- Jacob Sparre Schneider (1853–1918), Zoologe und Entomologe
- Ole Bjerke (1881–1959), Sportschütze
- Birger Lie (1891–1970), Sportschütze
- Kai Grjotheim (1919–2003), Chemiker
- Matoma (* 1991), DJ und Musikproduzent
- Emilie Enger Mehl (* 1993), Politikerin